# Dorinda Stevens
Dorinda Stevens (16 de agosto de 1932 - 25 de octubre de 2012) fue una actriz británica, activa en las décadas de 1950 y 1960.

## Biografía
Su verdadero nombre era Doreen May Stevens, y nació en Southampton, Inglaterra, siendo sus padres Henry C. Stevens y Winifred Lucas. Durante la Segunda Guerra Mundial, y con diez años de edad, fue evacuada a Houghton, Hampshire, donde actuaba en obras teatrales de aficionados con el fin de entretener a las tropas. Estudió elocución e ingresó en la compañía de repertorio de Southampton, donde fue descubierta como intérprete, logrando actuar en Londres a los 17 años de edad.
Stevens estuvo brevemente casada con el actor Peter Wyngarde a principios de los años 1950, y posteriormente se casó con el camarógrafo canadiense William Michael Boultbee (1933–2005) en Nairobi en 1957 mientras rodaba African Patrol.
Stevens se retiró de la actuación en 1965, siendo su última película Night Train to Paris (1964), en la que trabajó junto a Leslie Nielsen, recibiendo positivas críticas del crítico del New York Times Howard Thompson.
Dorinda Stevens falleció en 2012 en Winchester, Inglaterra, a causa de las complicaciones de una ictus. Tenía 80 años de edad. Fue incinerada en el Crematorio Bournemouth.

## Filmografía (selección)

### Cine
- 1952 : Lady in the Fog
- 1952 : It Started in Paradise
- 1954 : The Golden Link
- 1955 : Confession
- 1955 : Handcuffs, London
- 1957 : Un rey en Nueva York
- 1957 : Not Wanted on Voyage
- 1958 : Man with a Gun
- 1959 : Jack the Ripper
- 1959 : Operation Bullshine
- 1959 : Horrors of the Black Museum
- 1959 : The Shakedown
- 1960 : Carry On Constable
- 1960 : The Gentle Trap
- 1960 : Make Mine Mink
- 1961 : His and Hers
- 1961 : Raising the Wind
- 1961 : Night Without Pity
- 1962 : Hair of the Dog
- 1963 : Carry on Jack
- 1963 : The Undesirable Neighbour
- 1964 : The Verdict
- 1964 : Night Train to Paris

### Televisión
- 1953 : Sunday Night Theatre (serie TV), episodio "Once in a Lifetime"
- 1955 : Fabian of the Yard (serie TV), episodio "The King's Hat"
- 1955 : Confidentially (serie TV)
- 1956 : Sixpenny Corner (serie TV)
- 1959 : Dial 999 (serie TV), episodios "50,000 Hands" y

"Old Soldiers Sometimes Die"
- 1958-1959 : African Patrol (serie TV), episodios "Man and Beast", "Missing Doctor" y "The Baboon Laughed"
- 1959 : Crime Sheet (serie TV), episodio "The Superintendent Hedges a Bet"
- 1960 : International Detective (serie TV), episodio "The Barnaby Case"
- 1959-1960 : Interpol Calling (serie TV), episodios "In The Swim" y "Air Switch"
- 1961 : The Pursuers (serie TV), episodio "Inside Job"
- 1962 : The Cheaters (serie TV), episodio "The Safe Way"
- 1959-1962 : No Hiding Place (serie TV), episodios "Thirty Seconds From Now", "Process of Elimination" y "Murder with Witnesses"
- 1962 : El Santo (serie TV), episodio "The Careful Terrorist"
- 1963 : The Scales of Justice (serie TV), episodio "The Undesirable Neighbour"
- 1964 : The Edgar Wallace Mystery Theatre (serie TV), episodio "The Verdict"
- 1964 : Los vengadores (serie TV), episodio "Concerto"
- 1964 : Hugh and I (serie TV), episodio "Emergency Ward"
- 1965 : Danger Man (serie TV), episodio "Such Men are Dangerous"